# Éducation sexuelle

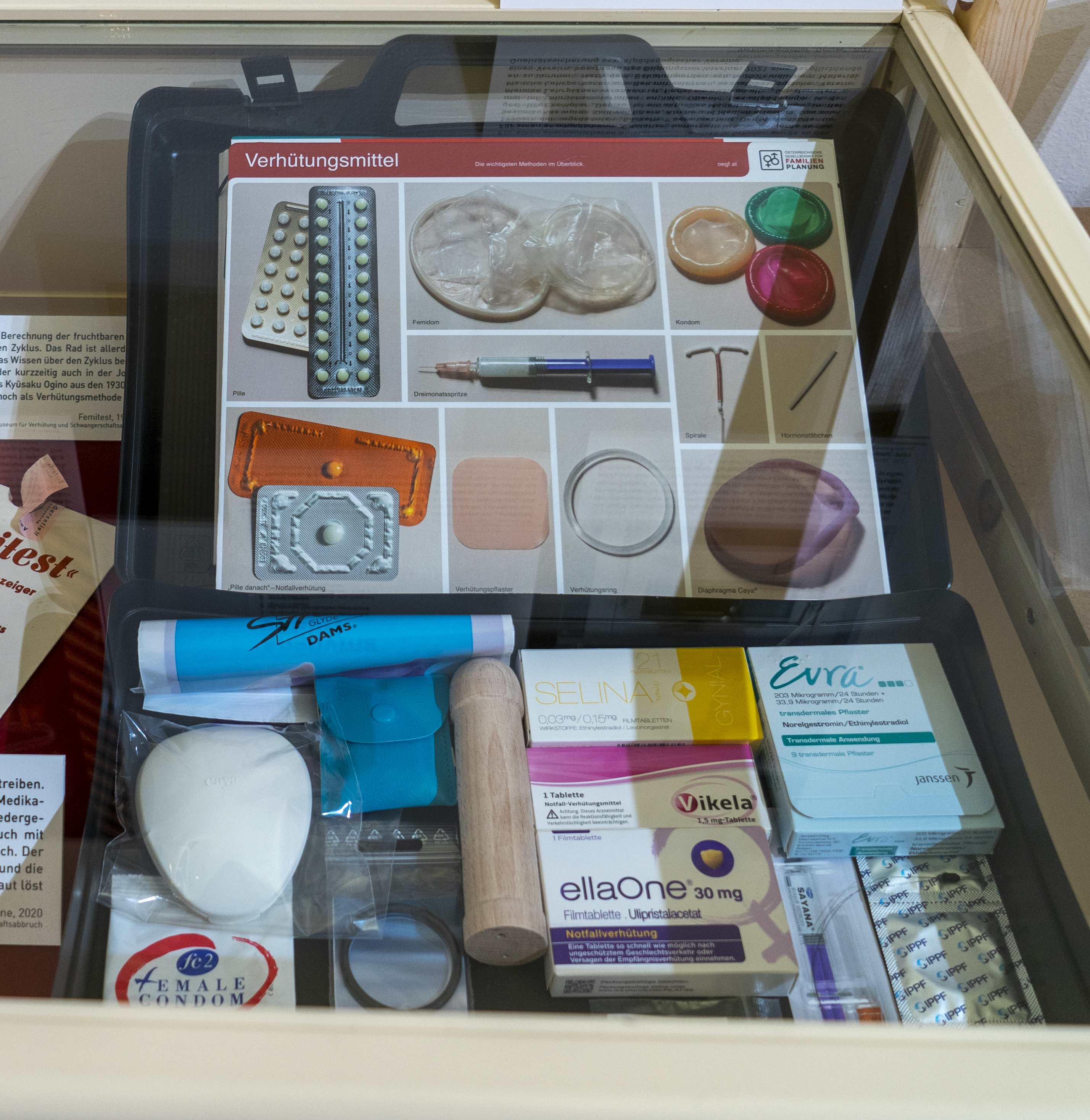
Exemple d'outil pédagogique : mallette destinée à expliquer la contraception lors de séances d'éducation sexuelle (Musée du district de Josefstadt, Vienne, Allemagne).

L'éducation sexuelle (ou « éducation à la sexualité ») informe sur la sexualité et ses enjeux. Elle transmet des valeurs et recommandations, dès l'enfance, en privilégiant la période de puberté et de l'adolescence (âge principal de l’éveil à la sexualité qui prépare la “première fois”). Elle se poursuit potentiellement tout au long de la vie.
Pour l'UNESCO, au-delà d'apporter des connaissances sur l'anatomie, la physiologie et la fécondité, il s'agit aussi de favoriser l'expression et la discussion autour des émotions et sentiments amoureux, des pratiques sexuelles, de la santé sexuelle et reproductive, des notions de consentement et de respect mutuel.
Elle est théoriquement principalement prise en charge par la famille et l'école, et dans l'école, l'assistante sociale, la psychologue scolaire et l'infirmière peuvent aussi y contribuer, ainsi que d'autres membres du secteur médico-social et de la prévention hors de l'école.
L'éducation sexuelle complète inclut trois dimensions symboliques : celles du rapport au corps (le sien et celui des autres), aux savoirs et à la loi (« trois dimensions communes au sexuel » qui encadrent l'éducation à la sexualité dans les programmes scolaires, en lien avec l'éducation à la santé et au bien-être, en respectant l'enfant et l’adolescent pour, grâce à une information et une communication de qualité, les aider à passer plus facilement et en sécurité de l'enfance à la vie adulte, et pour l'aider dans ses choix vers le bonheur, dans le respect des droits de l'homme et l'égalité des sexes. Elle porte sur les premiers sentiments, l'amour, le plaisir, le désir, l'orientation sexuelle (hétérosexualité, homosexualité, bisexualité, asexualité…) et identité de genre, les premières relations sexuelles, le consentement, les préservatifs, la contraception, l'oubli de pilule, le dépistage des IST, le traitement post-exposition, ainsi que sur la majorité sexuelle, l'abus sexuel et la violence sexuelle, ou encore sur la prévention et la consultation gynécologique.

## Histoire de l'éducation sexuelle

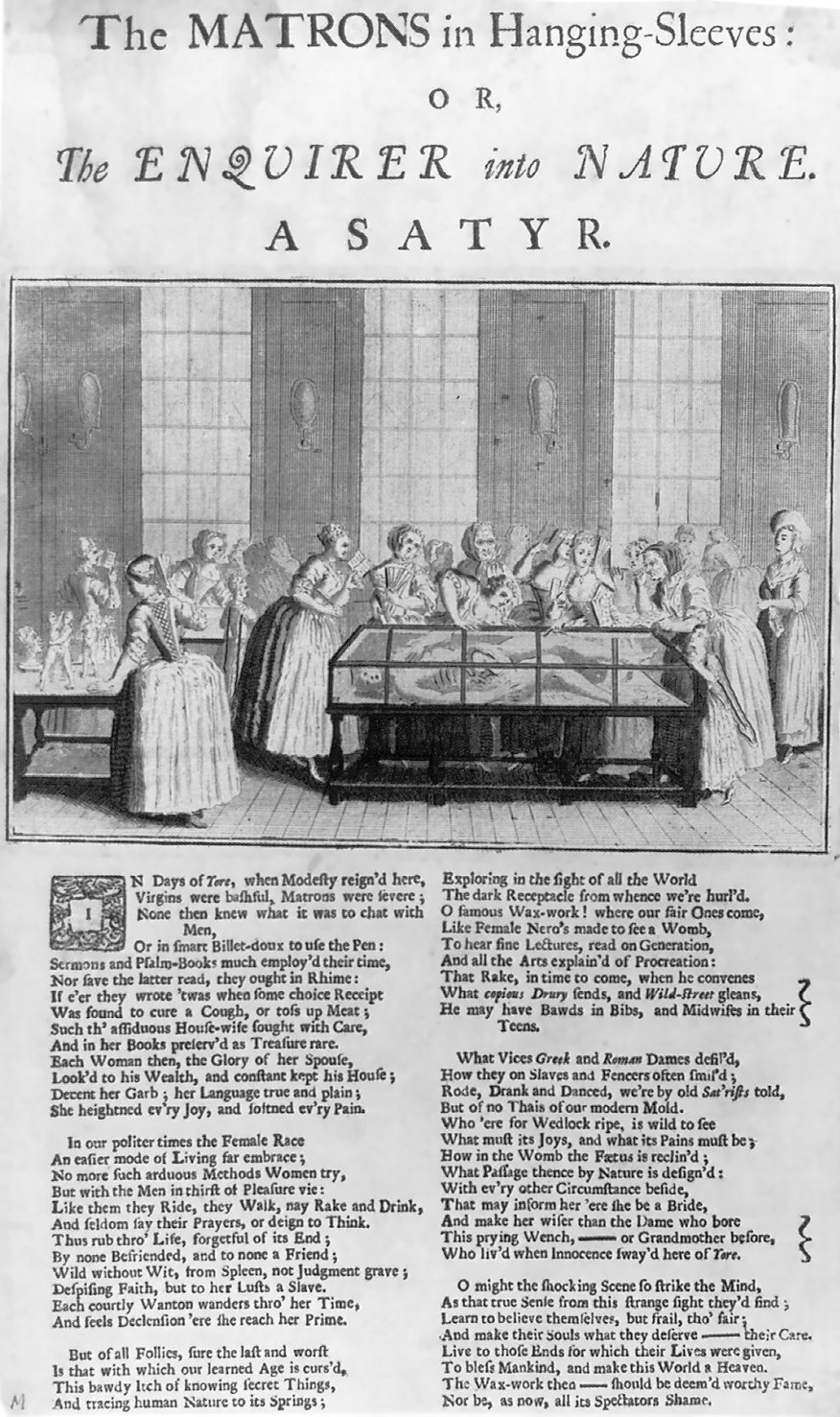
Satire anglaise du XVIIIe siècle contre l'éducation sexuelle des jeunes filles : le poème condamne « la démangeaison salace de connaître des Choses secrètes / et de remonter la nature humaine jusqu'à sa source ».

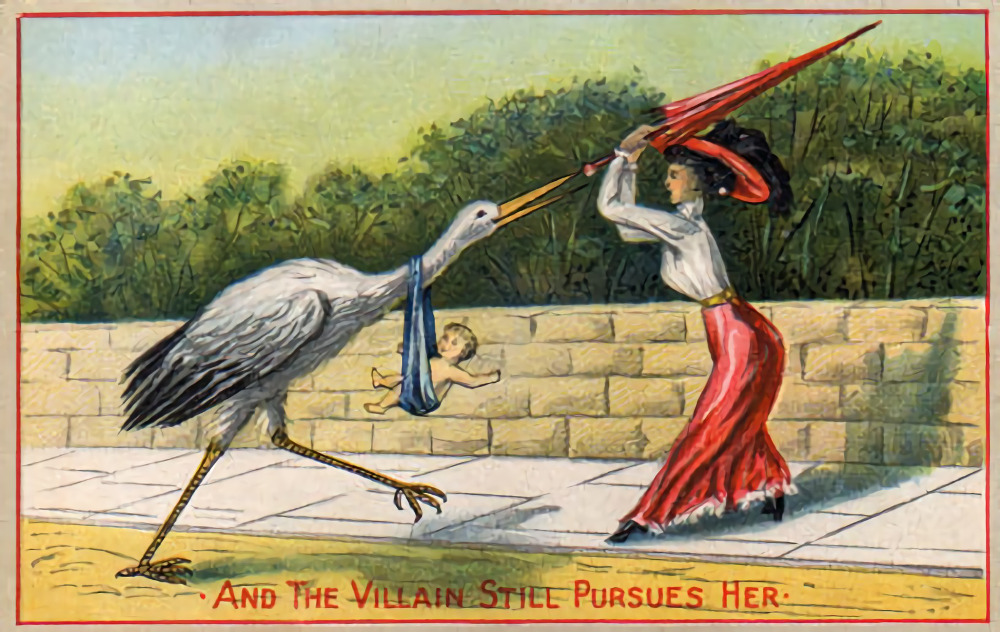
Une femme en costume de l'époque victorienne tente de chasser la cigogne qui lui apporte un enfant, mais la légende dit : Et la méchante la poursuit toujours.
(carte postale datant probablement du tout début du XXe siècle).

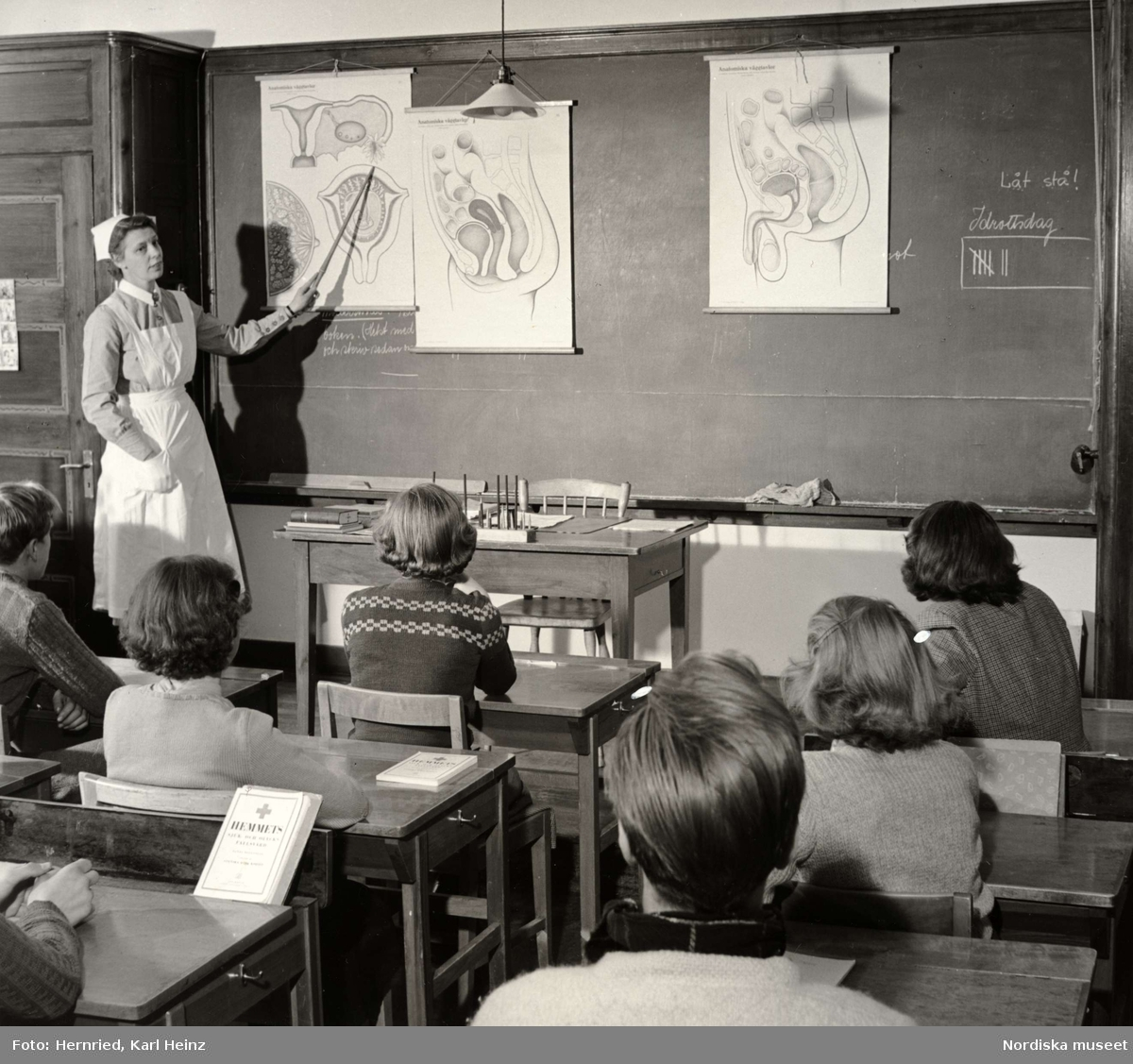
La Suède est le premier pays européen à avoir introduit un programme d'éducation sexuelle dans le cursus scolaire (au milieu du XXe siècle). Ici une infirmière présente des schémas des organes génitaux et du Système reproducteur aux élèves (source : Musée nordique, ref:NMA.0028135)

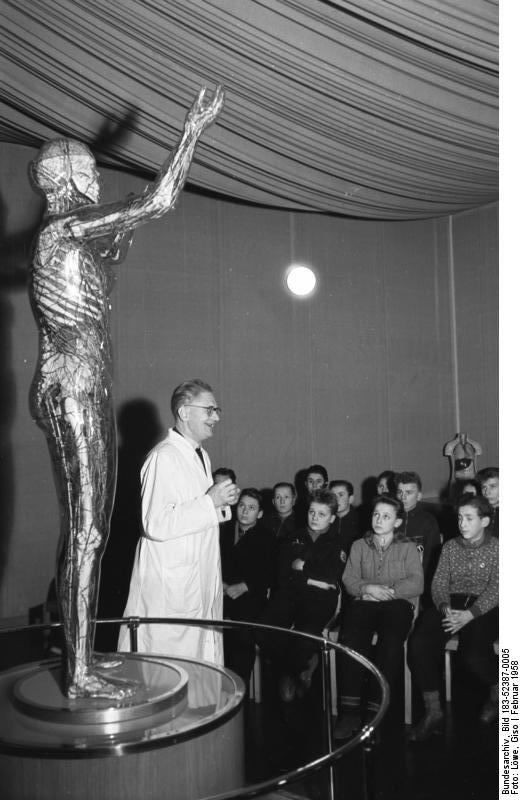
Présentation (02/08/1958) de la "femme de verre" aux jeunes adolescents du district de Dresde-Est, au Musée allemand de l'hygiène, avec l'institut central de l'éducation en médecine. Le présentateur, M. Brunner, porte une blouse blanche.

### L'éducation sexuelle à l'école: un phénomène récent

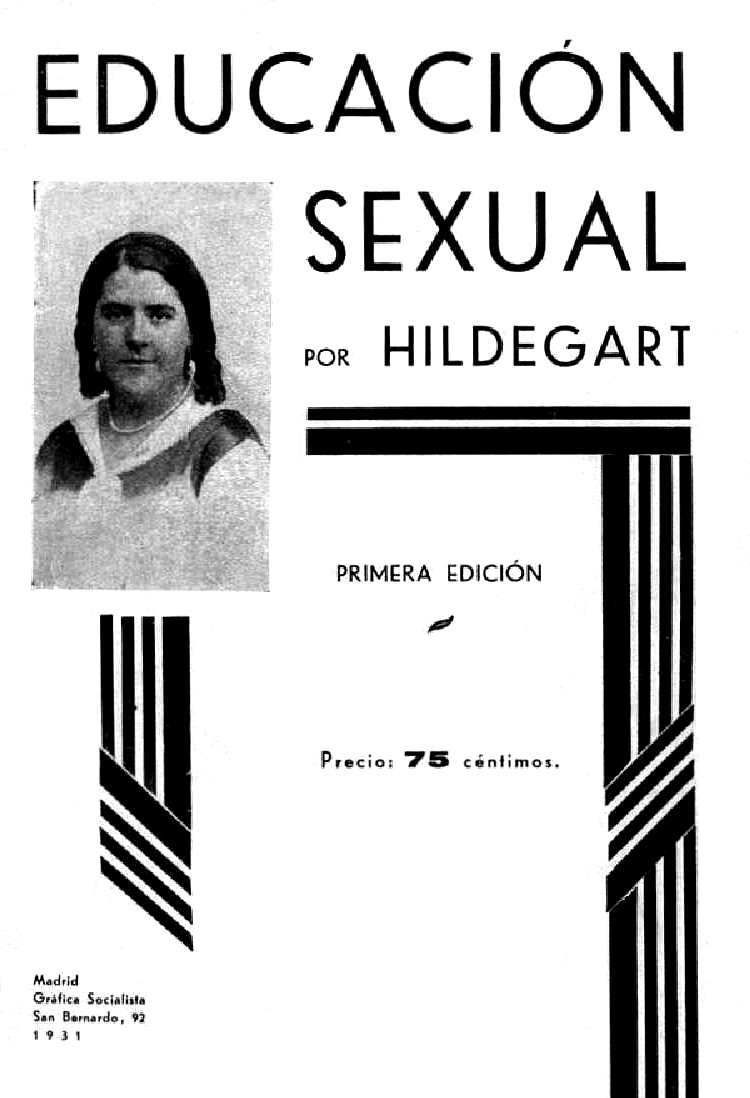
Éducation sexuelle en Espagne, par Hildegart Rodríguez Carballeira.

L'éducation sexuelle formelle et obligatoire à l'école est récente. En Europe, elle n'est apparue qu'en 1955 (en Suède) et il faut attendre les années 1970 et 1980 pour la trouver dans les programmes scolaires d'autres pays scandinaves, en Allemagne (1968), en Autriche aux Pays-Bas et en Suisse (dans les années 1970) puis dans le reste de l'Europe (années 1990, 2000 et 2010 ; d’abord en France, en Grande-Bretagne et dans d’autres pays d’Europe de l'Ouest et enfin en Europe du Sud (Portugal, Espagne, etc.). En Irlande, sous l'effet d'oppositions religieuses, elle ne devient obligatoire à l’école primaire et secondaire qu'en 2003. Quelques pays membres de l’UE (Sud de l’Europe) en ne l'avaient pas encore inscrite dans le cursus scolaire,.

### Évolutions dans le temps
Dans la culture occidentale, l'éducation à la sexualité, telle que promue par l’État, une partie du corps enseignant (ou l'Église parfois) a connu une nette évolution de sa forme, de ses cadres théoriques et normatifs, globalement via les trois étapes suivantes :
1. une information sur la sexualité essentiellement cantonnée au temps du mariage (promouvant l’abstinence hors de cette institution)[9] et soutenue par une idéologie nataliste (en Espagne par exemple)[10] ; Ponctuellement, des personnalités apportent de nouveaux points de vue et éclairages. Ainsi, 
-Basedown, éducateur et disciple de Rousseau propose en 1770 une instruction sexuelle dès l’âge de 10 ans[11] ; 
-En 1802, le médecin Thomas Beddoes (anglais) semble être le premier à faire un cours consacré à l’information sexuelle et des démonstrations pédagogiques publiques relatives aux différences sexuelles ; 
- Marie Lischnewska, en s’appuyant sur plus de 3 décennies de pratiques pédagogiques auprès des enfants demande la mise en place d’une « instruction sexuelle progressive », proposition qui suscite une forte résistance[11] ; 
-En 1905 Sigmund Freud commence à libérer la parole sur la sexualité et son importance pour la psyché humaine, y compris dès l’enfance, mais sans s’intéresser à l’éducation ou à l’information sexuelle ;
- Havelock Ellis publie un livre de presque 200 pages à l’éducation sexuelle (dans le cadre de la rédaction de 1898 à 1925 de 10 tomes d’études de psychologie sexuelle (qui ne seront traduits en français qu’entre 1930 et 1935)[11]. Il pense que la mère et l’école sont les deux entités qui devraient progressivement éduquer les enfants à la sexualité au fur et à mesure de leur développement[11].
2. une éducation surtout motivée par la santé publique, s'appuyant sur des savoirs biologiques et médicaux, insistant sur la reproduction et sur la prévention[9] et donc sur les risques liés à pratique de certaines activités sexuelles ;
3. une approche plus holistique, intégrant désormais les dimensions affectives et relationnelles de la sexualité, s’adressant aux élèves tout au long de leur scolarité, admettant les droits sexuels et ouvrant à des objectifs plus larges d’épanouissement, de développement personnel et de défense des droits humains fondamentaux en matière de sexualité[9]. Elle est défendue par La Déclaration de Montréal (Sexual Health for the Millenium, 2005) qui promeut l'égalité des sexes, l'autonomisation des femmes, une réduction de la mortalité infantile, la lutte contre le VIH/SIDA et d'autres MST[12] ; l'éducation à la sexualité développe aussi chez les jeunes leurs capacités de négociation, d'empathie, de prise des décisions responsable, d’affirmation de soi et à d’acceptation et de respect de l'autre rappellent Khazmi et al. (2008, p. 529-530)[13]. Cette approche est aujourd’hui recommandée au niveau mondial et européen par l'ONU, l'UNESCO, l'OMS[14]. En Belgique, on parle par exemple d'« éducation à la vie relationnelle, affective et sexuelle » (EVRAS)[15].

L’homosexualité ; dans la liste des objectifs de l’éducation sexuelle (définis par le ministère de l’Éducation nationale) il faut attendre 1998, pour voir apparaître une première allusion implicite à l’homosexualité, très imprécise. La circulaire précise qu'il faut aider l'élève à « comprendre qu’il puisse y avoir des comportements sexuels variés », et il faut encore attendre 2011 pour que les guides donnés aux enseignants et aux élèves, et dans les manuels scolaires de sciences de la vie et de la terre parlent d'homosexualité et plus largement d’identité sexuelle et d’orientation sexuelle, bien après que plusieurs enquêtes aient montré que, faute de formation des enseignants, l'éducation sexuelle standard, quand et là où elle existe, souvent ne répond pas aux questions spécifiques que peuvent se poser les jeunes gays, lesbiennes, bisexuels, transgenres (qui par ailleurs peuvent ne pas oser poser leurs questions s'ils ne se sentent pas sécurisés dans le groupe).
Depuis les années 1970, en lien avec la maitrise de la fécondité, elle est de plus en plus considérée comme un droit humain pour l'enfant, l'adolescent, l'adulte, les séniors, et les personnes en situation de handicap, emprisonnées ou en institution psychiatrique ; et elle contribue à la réalisation de plusieurs autres droits fondamentaux. Néanmoins, faute de programmes clairs, de temps et de moyens, ou de formation des enseignants elle peine souvent à se généraliser et à être réellement et complètement enseignée, dont en France et en Belgique.

### Éducation informelle, et par l'exemple
L'apprentissage de la sexualité est probablement longtemps passé par l'observation des pratiques animales ou humaines par les enfants. Ainsi, autrefois, dans le Japon traditionnel, les enfants couchaient dans le lit des parents jusqu'à l'âge de neuf ans. Cette première découverte pouvait être ou non complétée par des avis moraux ou pratiques.
Dans les sociétés traditionnelles, certains mythes et contes contribuent à l'éducation sexuelle et conjugale, tout en renforcant la cohésion sociale, selon M. Zoungrana (2019). Et de nombreux chants traditionnels contribuaient aussi, informellement, à l'éducation sexuelle, dont par exemple chez les Bamanan au Mali.

### Contextes animistes ou religieux
Les mythes et les religions imprègnent les dimensions subjectives, fantasmatique et culturelle de toute pratique sexuelle et ils sont sources d'une grande diversité de croyances populaires.
Les adolescents des peuples premiers passaient ou passent encore par des cérémonies d'initiations marquant le passage à l'âge adulte. C'est un moment important de la vie où parfois, les anciens apportaient des enseignements sur la sexualité et les règles et/ou sur les tabous fondamentaux du groupe. Dans certaines communautés, ces tabous, superstitions et traditions populaires et religieuses peuvent encore brouiller les connaissances et messages apportés par l'éducation sexuelle apportée lors du cursus scolaire (quand elle existe), y compris chez l'enseignant.
Les mondes judéo-chrétien et arabo-musulman ont été fortement marqués par l'héritage religieux (judéo-chrétien notamment) et les références aux interdits et rites de purification notamment liés au sujet de la sexualité. D'autant que durant des siècles, dans ces sociétés, c'est le clergé qui a assuré une grande partie de la fonction éducative, parfois par la coercition et les punitions, et souvent avec un rapport d'autorité prédominant.
En Occident, en Europe notamment et dans les pays anglo-saxons en particulier, en lien avec le pouvoir religieux, la période victorienne a généralement à nouveau caché et condamné la sexualité surtout dès qu'elle sortait du strict cadre de la reproduction.
Au début du XXe siècle, la plupart des systèmes éducatifs, héritiers de la pudeur et de la morale victoriennes, et les traités de conseils pédagogiques publiés à l'attention des parents aristocrates et bourgeois promeuvent la chasteté et l’abnégation, la sublimation de la sexualité voire une sévère répression de la sexualité (masturbation en particulier), dès l'enfance.
Au début du XXe siècle, des psychologues comme Stanley Hall (qui a publié en 1904, l'un des premiers ouvrages sur l'adolescence, au sens moderne du terme) ne cherchent plus aussi nettement à imposer un dégoût du sexe, mais il pensait par exemple « croyait que les écoles mixtes limitaient la façon dont ils (les adolescents) pouvaient apprendre et adoucissaient les garçons plus tôt qu'ils ne le devraient ». Comme ses collègues médecins et psychologues, Hall estime qu'il « fallait impérativement aider les adolescents dans leur lutte contre la sexualité ».
Dans la seconde partie du XXe siècle, l'éducation sexuelle est peu à peu codifiée et introduite dans le système éducatif, mais avec des avancées et des reculs. Son référentiel éducatif a d'abord été très « hygiéniste », nataliste et informationnel (ex : « cours de préparation au mariage » organisés dans la Belgique Catholique par la Jeunesse indépendante chrétienne féminine ou JICF, ensuite influencée par la réflexion issue de Vatican II sur le sujet des femmes et de la sexualité juvénile alors que le mariage d’amour devient la norme, précédé de contacts mixtes et d'une « exploration mutuelle préconjugale ». Cette éducation proscrit ou passe sous silence les dimensions sentimentales, amoureuses et du plaisir sexuel, pour n'envisager que la finalité reproductive des organes génitaux et certains risques pour la santé. Puis, c'est finalement par les pairs et via une littérature et des illustrations autrefois dites « honteuses » (allant de romans descriptifs, aux textes et images érotiques ou pornographiques) que les adolescents et jeunes adultes s'informaient sur les autres aspects de la sexualité.
Au début des années 2000, dans des pays très différents du point de vue socio-économique, politique, culturel et religieux, un vaste projet de recherche (dénommé Biohead-Citizen) a comparé les conceptions, attitudes, attentes et opinions d’enseignants et de futurs enseignants en biologie relativement à l’Éducation à la Sexualité qu'ils seront chargés d'enseigner,. Ce travail a mis en évidence « une nette opposition des conceptions entre les pays européens et les pays arabo-musulmans. Ce sont les valeurs et représentations relatives à l'Éducation à la Sexualité qui différencient le plus les pays, avec des positions plus traditionnelles, opposées à l'introduction de thèmes importants de cette éducation, des enseignants des pays non européens, qui s'opposent à des positions plus ouvertes des enseignants des pays européens plus ancrées dans la réalité des pratiques dans leurs pays ». La religion musulmane (plus que la culture arabe) serait en cause ; ainsi, « au Liban, comme au Burkina Faso, les enseignants chrétiens ont des positions plus progressistes que leurs collègues musulmans sur l'Éducation à la Sexualité, sans être pour autant aussi ouvertes que celles des enseignants français ». En Tunisie, la majorité des enseignants tunisiens interrogés se disaient « défavorables à une éducation précoce à la sexualité et plus particulièrement aux thèmes suivants : l’avortement, les organes du plaisir : clitoris, pénis… ; l’homosexualité ; la pédophilie ; etc. Pour eux, la relation sexuelle stable dans le cadre du mariage est le comportement le plus pertinent à privilégier dans le cadre scolaire pouvant aider à réduire la propagation du SIDA à travers le monde ».
Certains enseignants décident de ne pas délivrer d'éducation sexuelle en justifiant cette décision par des raisons religieuses ou morales basées sur l'idée que l’éducation sexuelle dès le jeune âge encouragerait le passage à l'acte. Ils estiment généralement qu’elle devrait être faite par la famille, et non à l’école. Les études relatives à ce risque ont cependant montré que non seulement l’éducation sexuelle ne provoque « ni anticipation de l’âge des premières relations sexuelles, ni accroissement de l’activité sexuelle des jeunes ». Au contraire, Vivancos et al. ont montré (en 2012) que les jeunes bénéficiant d’une éducation sexuelle retardent leur première relation sexuelle, et qu'ils s’y engagent de manière plus prudente et responsable.

### Aujourd'hui dans le monde

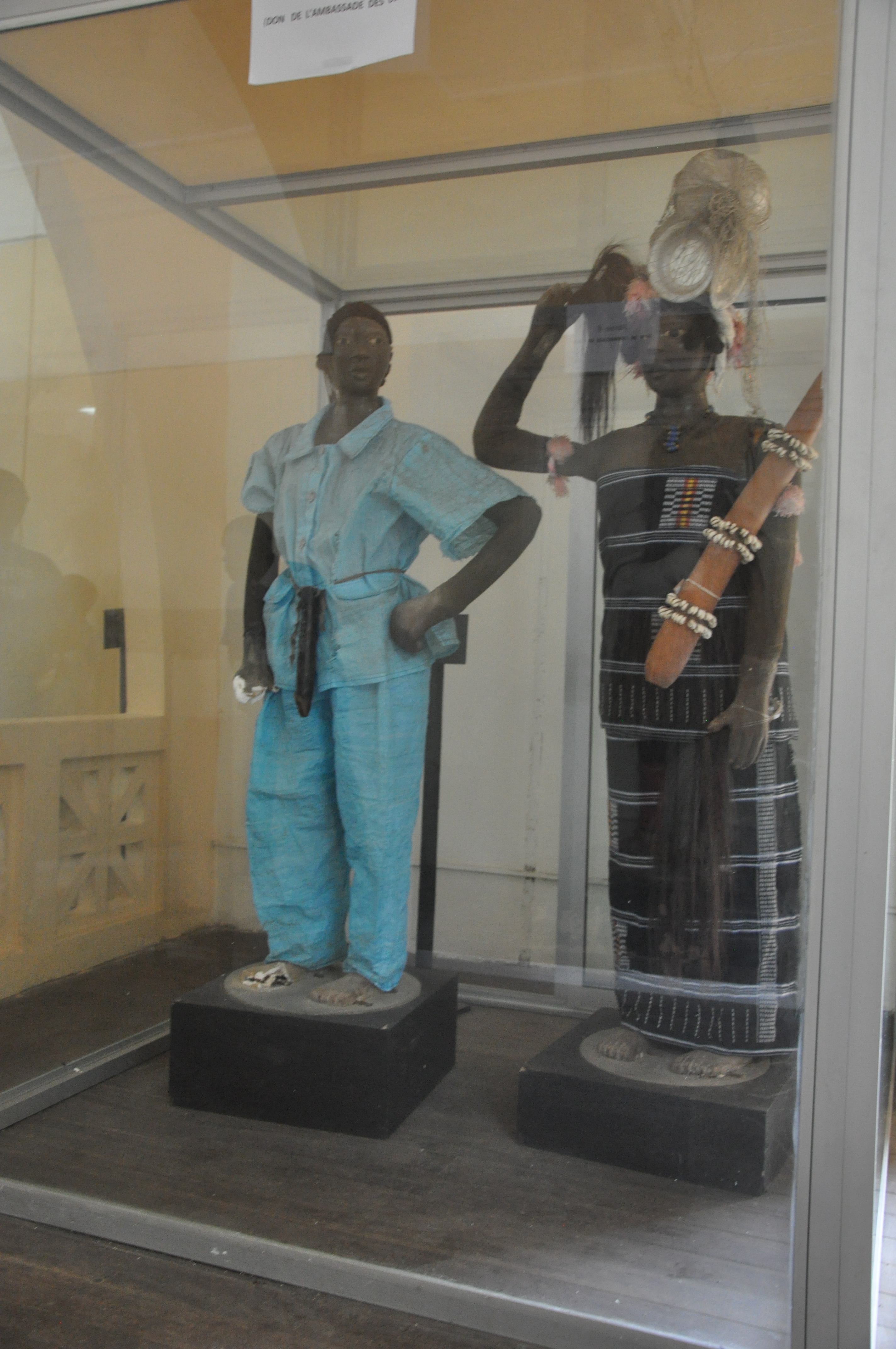
Dans une partie de l'Afrique (ici en Ouganda à titre d'exemple), la future mariée est traditionnellement invitée à assister à une scène où deux « éducatrices sexuelles » miment une acte sexuel entre la femme et l'homme (il peut s'agir de la pénétration ou d'une autre pratique ou technique sexuelles (ex : kunyaza). Ici dans une vitrine, deux mannequins représentent ces « éducatrices sexuelles » : l'une déguisée en homme et portant un faux pénis en érection (en bois), l'autre habillée en femme

Les pratiques d'éducation sexuelle varient considérablement selon les pays, écoles, familles et contextes socioculturels, généralement en suivant la libération des mœurs et la libération sexuelle, ou inversement régressant en suivant les régressions des droits humains.
Ainsi, en France, aucun groupe organisé ne recommande la mise en valeur de l’abstinence comme objectif d’éducation sexuelle, alors que c'est le cas aux États-Unis (sous l'influence des groupes conservateurs et évangélistes notamment) ou dans d'autres pays ou communautés). 
Mais la plupart des pays reconnaissent aujourd'hui qu'elle est nécessaire au bien-être général et au développement personnel de l'enfant, de l'adolescent pour préparer une vie sexuellement plus heureuse.
En 2018, selon l'UNESCO, seuls 34 % des jeunes ont des connaissances précises sur la prévention et la transmission du VIH ? Et dans certains pays, la moitié voire les 2/3 des jeunes filles ignorent encore ce qui leur arrive quand leurs règles apparaissent,. L'accès à cette éducation varie selon les pays et les contextes familiaux et socioculturels.
L’UNESCO a mis à jour en 2009 ses principes directeurs internationaux sur l’éducation sexuelle pour notamment mieux y intégrer le problème du HIV/SIDA, puis début 2018, en plaidant pour une éducation sexuelle « complète et de qualité » promouvant la santé et le bien-être, le respect des droits de l'homme et l'égalité des sexes, pour un passage plus facile et sûr de l'enfance à la vie adulte.
Cette éducation doit être intégrée aux programmes scolaires, en incluant des informations et savoirs fiables sur les aspects cognitifs, émotionnels, physiques et sociaux de la sexualité ; en apportant des « connaissances, compétences, attitudes et valeurs » nécessaire au droit à la santé, au bien-être et à la dignité et à une sexualité épanouie ; afin de permettre des relations sociales et sexuelles respectueuses ; les enfants et les jeunes doivent pouvoir comprendre pourquoi et comment leurs choix affectent leur bien-être et celui d'autrui ; et comprendre et permettre la protection de leurs droits tout au long de leur vie « dans un monde où la violence fondée sur le sexe, les inégalités sexuelles, les grossesses précoces et non désirées, le VIH et d'autres infections sexuellement transmissibles (IST) continuent de faire peser de graves risques sur leur santé et leur bien-être ». L’éducation sexuelle doit les protéger de comportements sexuels néfastes, de relations toxiques, subies et de toute forme d'exploitation sexuelle. Selon l'UNESCO, c'est une occasion de « présenter la sexualité sous un angle positif en mettant en avant des valeurs comme le respect, l'inclusion, la non-discrimination, l'égalité, l'empathie, la responsabilité et la réciprocité ».

## Effets attendus d'une «éducation sexuelle complète»
Selon l'Unesco elle permet aux jeunes en ayant bénéficié de mieux connaître leurs corps et leur sexualité, d'en être plus responsables, et d'avoir des comportements plus autonomes et adaptés à leur santé sexuelle et à leur santé reproductive ; Elle contribue à « l'amélioration de leurs capacités d'analyse, de communication et d'autres compétences utiles dans la vie, afin d'assurer la santé et le bien-être en termes de sexualité, de droits de l'homme, de valeurs, de relations saines et respectueuses, de normes culturelles et sociales, d'égalité des sexes, de non-discrimination, de comportement sexuel, de violence et de violence sexuelle, de consentement, d'abus sexuel et de pratiques néfastes » ;
- qu’elle ait été acquise à l'école et/ou ailleurs, contrairement à une idée reçue, l'éducation sexuelle « n’accroît pas l'activité sexuelle, les comportements sexuels à risque ou les taux d'infection IST/VIH »[1] ;
- les programmes qui ont proposé l'abstinence comme unique option pour la sexualité des jeunes n'ont pas retardé l'initiation sexuelle, ni réduire la fréquence des rapports sexuels ni même le nombre de partenaires sexuels[1] ;
- les programmes « axés sur le genre » se sont montrés bien plus efficaces que ceux n'en tenant pas compte en termes de résultats pour la santé et de réduction du taux de grossesses non-désirées ou d’IST[1] ;
- les résultats les meilleurs sont obtenus quand les programmes dispensés à l'école sont « complétés par la participation des parents et des enseignants, des instituts de formation et des services axés sur les jeunes »[1].

Les Principes directeurs révisés insistent sur les aspects positifs d'une éducation sexuelle complète dans le cadre des droits de l'homme et de l’égalité des sexes et contribuant à la réalisation des engagements de l'ONU mis à jour en matière de santé sexuelle et reproductive, et de soutenabilité du développement pour 2030 (bien-être, la qualité et l'éducation inclusive, égalité des sexes et autonomisation des femmes et des filles).
L'absence ou l'insuffisance d'éducation sexuelle, notamment quand elle débouche sur une grossesse non-désirée est un facteur de déscolarisation.

### En France

#### AuXIXesiècleet après 1945
Dans le XIXe siècle puritain, les préludes d'une nécessaire information sexuelle apparaissent dans les débats de médecins hygiénistes du XIXe siècle, puis dans le contexte des politiques natalistes suivant les guerres mondiales (mouvement familialiste de l’Alliance nationale pour l'accroissement de la population française, comité de l'Éducation nationale présidé par M. Louis François qui publie en 1948 le « Rapport du Comité d'études concernant l'éducation sexuelle dans les établissements d'instruction publique »).
En 1902, Guilio Obici publie « Les erreurs de l’éducation sexuelle » et peu après (1903) le Dr Henri Fischer publie « Éducation sexuelle et hygiène de l’enfance, et en 1907, André Wylm dans sa « morale sexuelle » rappelle qu'« il y a de l’animal encore dans l’homme ». Les médecins occupent le champ de l’information sexuelle, par exemple avec le Dr Sicard de Planzoles qui publie « La fonction sexuelle au point de vue de l’éthique et de l’hygiène sociale» (1908) ou le Dr Lucien Mathé qui publie « L’enseignement de l’hygiène sexuelle à l’école » (1912).
Entre les deux guerres, les idées et le savoir progressent dans le domaine de la sexualité, mais sans vraiment pénétrer les programmes scolaires (ex : le comité ministériel chargé par le ministre de l’instruction publique Léon Bérard de proposer des modalités d’éducation sexuelle à l’école est paralysé par les réactions hostiles à cette idée). Après la Seconde Guerre mondiale, là où elle existe, l’éducation sexuelle est encore souvent nataliste et parfois très répressive ; visant en particulier, et notamment en France, à réguler le comportement des adolescents, en combattant par exemple la masturbation.
Des éducateurs, enseignants et pédagogues se saisissent aussi du sujet :
- En 1942, Pierre Chambre, professeur de français du Lycée de Chambéry innove en instaurant dans le cursus obligatoire des « causeries » sur la sexualité à l’intention des adolescents[11] ;
- En 1947, un comité d’études sur l’éducation sexuelle en milieu scolaire est créé, présidé par l’inspecteur général François, mais il faudra attendre vingt-cinq ans avant de voir disparaitre des manuels scolaires les planches anatomiques présentant l'être humain sans organes sexuels[11]. Avant 1968, des enseignants, éducateurs et organismes spécialisés prennent ici et là des initiatives en abordant certains thèmes relatifs la sexualité. Mais il faut attendre les retombées du mouvement de Mai 1968 pour que l'information sur la sexualité entre officiellement à l’école[43], avec
- de 1968 à 1973 une phase d’introduction d’une information officielle dans les cours de biologie et d’« économie familiale et sociale »[43] ;
- la circulaire Fontanet de 1973 qui pose un premier cadre politique et distingue les notions d'information sexuelle et d'éducation sexuelle (en milieu scolaire)[43] ; elle rend possible « une information sur la sexualité, non seulement dans le cadre même des programmes de biologie et d'économie familiale et sociale, mais aussi au cours d'actions complémentaires proposées en dehors du temps scolaire »[44] ;
- une phase, encore en cours de développement, d'une éducation plus holistique relative à la vie affective et sexuelle[43], « Le développement des sciences sociales de la santé l’a enrichi, avec l’apport des connaissances concernant l’influence du groupe social sur les comportements. Elle se pratique maintenant sous forme de discussions et de réflexions collectives sur ce qui amène chacun et chacune à se positionner dans ses relations »[45].

#### Après la loi Neuwirth de 1967
À la faveur de la légalisation de la contraception orale par la loi Neuwirth en 1967 et de la libération des mœurs qui a suivi le mouvement de Mai 1968 le sujet de l'éducation sexuelle prend de l'importance et de la visibilité. Dans les années 1970, c'est le Mouvement français pour le planning familial (créé en 1960) qui sera le principal promoteur de l'éducation sexuelle, dont en créant à l'automne 1969 le Groupe national d'information et d'éducation sexuelle (GNIES) avec plusieurs autres associations, et avec les syndicats d'enseignants et d’infirmières scolaires. Ce Groupe tient deux colloques successifs (1970, 1971) qui réclament une charte nationale en faveur de l'éducation sexuelle, et propose pour la première fois en France un projet et une vision globale pour l'éducation sexuelle.
La vision et le cadrage de la sexualité des jeunes par les familles, les autorités étatiques, religieuses et scolaires restent cependant souvent marqués par les tabous et la morale du XIXe siècle, même chez les médecins ; ainsi, malgré la révolution sexuelle portées par mai 1968, en février 1971, Jean Carpentier, médecin à Corbeil qui avait souhaité aider deux adolescents très affectés par les remontrances subies pour s'être embrassés dans le lycée sera interdit par le conseil de l'ordre d'exercer son métier pendant un an. Il sera ensuite condamné par la justice pour « outrage aux bonnes mœurs » pour un tract intitulé Apprenons à faire l’amour, rédigé et distribué au printemps 1971 dans les lycées de France. Nicole Mercier, professeure de philosophie à Belfort, a accepté, à la demande de ses élèves de commenter ce tract et fait l'objet d'une plainte de la part d'un parent d'élève, deux policiers viennent un dimanche l'informer qu'elle est inculpée d'outrage aux bonnes mœurs mais elle bénéficiera d'un non-lieu.
En 1972 est publié le Rapport Simon (écrit de 1970 à 1971 dans le sillage de la dynamique de mai 1968 par Pierre Simon (médecin), et consacré à l'étude du « comportement sexuel des Français », inspiré de l’enquête suédoise de 1969, plutôt que des Rapports Kinsey selon son auteur,, proposant pour la première fois en France, un état sociologique des pratiques et motivations de la sexualité (rapport qui toutefois ne concerne que la vie conjugale adulte, oubliant les jeunes) ; il visait à cerner les normes occidentales de la sexualité de son époque pour « procurer à ceux qui exercent une fonction de médiation sociale un outil d'éducation sexuelle ». Jusqu'en 1992 (année de publication de la seconde enquête nationale et « Analyse des comportements sexuels en France », notamment motivée par l'arrivée du SIDA dans les années 1980), le Rapport Simon, bien qu'incomplet restera longtemps la référence principale sur la sexualité des français. 
Cette même année, le Conseil de l'Europe publie une recommandation (10 octobre 1972) invitant les États membres à mettre en place des dispositifs d'éducation sexuelle à destination des jeunes.
L'année suivante, le 11 juillet 1973, le parlement vote une loi instituant, sous tutelle du ministre de la santé (Michel Poniatowski à l'époque), un Conseil supérieur de l'information sexuelle, de la régulation des naissances et de l'éducation familiale, chargé de « l'information sur les problèmes de la vie », et où la part des femmes doit être au moins d'un tiers des membres.
Principalement issue de la reconnaissance progressive du droit à la « planification familiale » (contraception et interruption volontaire de grossesse), l'information sexuelle est d'abord souvent rattachée au monde médical, centrée sur la finalité reproductive, la parentalité et reflète la norme dominante qu'est l’hétérosexualité. Mais la pandémie du sida oblige à au moins un peu corriger cette tendance (et à relancer l'éducation sexuelle à l'école). Une circulaire de 1998 (issue de la réflexion de nombreux professionnels), re-précise aux recteurs et inspecteurs d'académie ; aux directeurs des services départementaux de l'éducation nationale ; aux chefs d'établissement et enseignants des classes de 4e et de 3e de collège et aux classes de 4e et 3e technologiques de lycée professionnel, ainsi qu'aux enseignants en sciences de la vie et de la Terre et en « vie sociale et professionnelle » qu'« au-delà de l'information autour de la sexualité et du sida, il est nécessaire de développer une véritable éducation à la sexualité et à la responsabilité. Les objectifs sont de prévenir les comportements à risques mais, surtout, de faire évoluer les attitudes de fond qui sont à l'origine de ces comportements et de contribuer à l'épanouissement personnel. Il va de soi que si la famille a un rôle de premier plan à jouer à cet égard, l'école a, dans le cadre de ses missions éducatives, un rôle spécifique, complémentaire et essentiel dans la formation des individus à la vie contemporaine. Ce rôle peut ainsi se définir comme visant à donner aux jeunes l'occasion de s'approprier, dans un contexte plus large que celui de la famille, les données essentielles de leur développement sexuel et affectif. Cet apprentissage doit leur permettre notamment de mieux faire face à la multiplicité des messages médiatiques et sociaux qui les assaillent quotidiennement (…) Dans ce cadre, l'éducation à la sexualité a pour principal objet de fournir aux élèves les possibilités de connaître et de comprendre ces différentes dimensions de la - et de leur - sexualité, dans le respect des consciences et du droit à l'intimité. Cette éducation, qui se fonde sur les valeurs humanistes de tolérance et de liberté, du respect de soi et d'autrui, doit en outre aider les élèves à intégrer positivement des attitudes de responsabilité individuelle, familiale et sociale » 
 Chaque classe doit bénéficier de séquences d'éducation à la sexualité, obligatoires à raison « deux heures au minimum dans l'année scolaire » (mais dans la réalité en raison des horaires scolaires il s'agit souvent d'une heure et demie), devant être « inscrites dans l'horaire global annuel des élèves et s'intégrer aux rencontres éducatives sur la santé. Organisées de préférence en petits groupes de dix à quinze élèves, ces séquences offrent un cadre favorisant l'écoute, le dialogue et la réflexion. Elles permettent en outre à chacun de relier les différents apports des enseignements concourant à l'éducation à la sexualité et de les compléter, notamment dans des domaines affectifs, psychologiques et sociaux qui ne figurent pas aux programmes des disciplines, et conformément aux objectifs définis » par la circulaire. Ces séquences « sont prises en charge dans l'établissement par une équipe de personnes volontaires, constituée avec un souci de pluralité, associant autant que possible enseignants et personnels d'éducation, sociaux et de santé, de préférence du collège, formés à cet effet (…) Des intervenants extérieurs qualifiés pourront intervenir, à la demande et sous la responsabilité du chef d'établissement, dans le respect des procédures d'agrément en vigueur. Ces interventions s'inséreront dans le cadre de la programmation et de la progression définies par l'équipe éducative chargée des séquences, et viendront en complément des interventions des membres de celle-ci ». Cette circulaire prévoit aussi des dispositions sur les qualifications et la formation (stages, formation continue…) des personnes chargées de l'éducation à la sexualité .
Certains médias se mobilisent également :
- Menie Grégoire, journaliste et écrivaine lance et anime la première émission de radio d'écoute et de parole (Allô, Menie sur RTL de 1967 à 1982, émission quotidienne de 30 min à 1h selon les périodes). Après lecture et commentaire d'une lettre, elle répondait en direct à des appels d’auditeurs/trices durant 6 à 9 minutes. Une seconde émission d’une demi-heure fut ajoutée en octobre 1973 intitulée « Responsabilité sexuelle », considérée comme la première émission sexuelle radiophonique, à vocation principalement d'éducation sexuelle du grand public[52] ;
- En 1994, une nouvelle chaîne de télévision (La Cinquième, chaîne du savoir) crée un programme original d’éducation sexuelle, à destination des adolescents surtout, intitulé « L'Amour en Questions » et couvrant des aspects anatomiques et médicaux mais aussi sociétaux. C'est l'un des rares exemples de projet à cette échelle sur un média alors massif et non-interactif[53].

La loi du 4 juillet 2001 (relative à l'interruption volontaire de grossesse et à la contraception, impose désormais trois séances annuelles obligatoires, consacrées à la vie affective et à la sexualité, pour tous les élèves français, par groupes d'âge homogène, de la primaire au lycée, mais cet enseignement a été peu évalué[réf. nécessaire] et il n'est parfois simplement pas délivré.
En 2014, « la littérature suggère une implication non négligeable de la morale dans leur contenu et ce depuis de nombreuses années ». En France, en analysant divers supports pédagogiques, d’entretiens et d’observations, Aurore Lemat montre qu'une classification et une hiérarchisation entre hétérosexualité et homosexualité persiste dans les programmes d’éducation sexuelle, avec des cours qui perpétuent des « barrières invisibles » (telles que décrites par Varikas en 2007) « qui maintiennent l’homosexualité dans un statut de paria », car faisant de l’homosexualité une question personnelle (à maintenir dans la sphère du privé, de pratiques spécifiques et d’âge (elle concernerait pas les enfants ni selon divers supports de cours adolescent-e-s). Selon elle, « les lesbiennes, invisibilisées dans les supports pédagogiques, demeurent parias parmi les parias homosexuels ».
Et en 2015, une enquête du Haut Conseil à l’Égalité entre les femmes et les hommes (HCE) conclut que 25 % des établissements scolaires n’ont en outre réalisé aucune éducation sexuelle.
En 2016, dans un rapport, le HCE s'inquiète des manquements à l’éducation à la sexualité, à la suite de la publication d'une enquête sur la banalisation de la pornographie chez les jeunes (enquête présentée en fin d'un ouvrage intitulé Alice au pays du porno).
L'INPES (devenu Santé Publique France) disposait d'un programme « santé sexuelle » et produit encore divers outils (documents, flyers, vidéos ludiques...) sur la santé sexuelle et l'éducation à la sexualité, notamment à destination des adolescents et des jeunes qui se posent des questions, y compris les plus délicates, sur la sexualité et l'amour, la puberté…
Deux ans plus tard, la Commission « Santé, droits sexuels et reproductifs » du Haut Conseil à l'égalité entre les femmes et les hommes produit un rapport (présenté le 15 juin 2016), intitulé L’éducation à la sexualité : répondre aux attentes des jeunes, construire une société d’égalité femmes-hommes. Il reconnait les progrès faits pour l’accès à la contraception et notamment au préservatif lors des premiers rapports, mais déplore que « les choses évoluent peu en matière de stéréotypes sexistes, notamment sur les questions liées à la sexualité. En effet, malgré une émancipation sexuelle certaine des femmes depuis la diffusion et le remboursement de la pilule, la sexualité continue d’être un domaine empreint d’inégalités et d’idées reçues sur ce que serait ou ne serait pas une sexualité féminine et une sexualité masculine. 7,5 % des filles déclarent avoir été victimes, à l’école, de voyeurisme, de caresses ou de baisers forcés et une jeune femme sur dix de moins de 20 ans déclare avoir été agressée sexuellement au cours de sa vie. Ces violences sexistes trouvent un écho démultiplié par la viralité des réseaux sociaux, devenus une cour de récréation virtuelle : 1 collégienne sur 5 a été victime de cyberviolence. Faisant le constat que l’adolescence est un moment révélateur des inégalités filles-garçons et des discriminations homophobes, le Haut Conseil à l’égalité entre les femmes et les hommes (HCE) considère urgent de généraliser l’éducation à la sexualité, partie prenante de la construction des jeunes en tant que citoyen(ne) responsable ». Le HCE insiste aussi sur le fait que l’adolescence est un moment révélateur des inégalités filles-garçons et des discriminations homophobes, ce pourquoi il considère « urgent de généraliser l’éducation à la sexualité, partie prenante de la construction des jeunes en tant que citoyen(ne) responsable ».
En juin 2016, la Commission des Affaires culturelles et de l'Éducation, avec la Délégation aux droits des femmes et à l’égalité des chances entre les hommes et les femmes, auditionnent Danielle Bousquet (présidente du Haut Conseil à l’égalité entre les femmes et les hommes), et Margaux Collet, responsable des études et de la communication du Haut Conseil à l'égalité et co-rapporteuse du rapport sur l'éducation à la sexualité
Une étude observationnelle quantitative rétrospective multicentrique a porté sur l'application de la loi dans les collèges de Paris, 174 collèges publics et privés sous contrat de la ville de Paris ont été interrogés (par mail) sur le nombre de séances organisées l’année scolaire 2018/2019 (et sur les freins identifiés). Seuls 42 ont répondu (31 dans le public et 11 collèges privés sous contrat. Parmi eux, 7,1 % avaient réalisé les trois séances et 11,9 % n’en ont organisé aucune, faute de temps pour organiser les séances et pour les insérer dans l’emploi du temps et en raison de tabous concernant l’éducation sexuelle, d'un manque de formation disponible et d'un manque de ressources financières. L’éducation sexuelle scolaire s’avère en France souvent bien moins enseignée que ce que demande la fréquence légale.

#### La circulaire Fontanet de 1973
Mais c'est la circulaire Fontanet du 23 juillet 1973 qui, pour la première fois, prévoit une information sur la sexualité en milieu scolaire, mais qui n'est que facultative.

#### Les lois de 2001
L’éducation à la sexualité est en France théoriquement délivrée (depuis 2001 selon la législation et le code de l'Éducation) dès l’école primaire : « une information et une éducation à la sexualité sont dispensées dans les écoles, les collèges et les lycées à raison d’au moins trois séances annuelles et par groupes d’âge homogène ; Elles peuvent associer les personnels contribuant à la mission de santé scolaire et des personnels des établissements mentionnés au premier alinéa de l'article L. 2212-4 du code de la santé publique ainsi que d'autres intervenants extérieurs conformément à l'article 9 du décret n° 85-924 du 30 août 1985 relatif aux établissements publics locaux d'enseignement. Des élèves formés par un organisme agréé par le ministère de la santé peuvent également y être associés ». La circulaire d'application de ce droit ne date cependant que de 2003 et en 2018 Marlène Schiappa fait remarquer que la loi reste mal appliquée (en tous cas inégalement selon les écoles). Une évaluation commandée par le Haut conseil à l’égalité pour l’année scolaire 2014-2015 a en effet conclu que pour un panel de 3 000 établissements publics et privés, 25 % ont dit n’avoir mis aucune mesure ou formation en place ; les classes ayant effectivement reçu les trois séances obligatoires n'étaient selon ce sondage que de 47 % en CM2, 10 % en 6e, 21 % en 4e, et seulement 12 % en seconde. Le code de l’Éducation demande que ces cours « contribuent à l’apprentissage du respect dû au corps humain », cependant le mot « consentement », n’est apparu dans une circulaire d'application qu'en 2003 note le journal Libération en 2018. Un sondage Ifop a confirmé le manque d'application de la loi : 17 % des 15-24 ans interrogés disent n'avoir jamais eu le moindre cours sur la question, et moins de 20 % des élèves ont eu accès aux trois séances obligatoires.

#### En 2024
En janvier, un rapport du Haut Conseil à l'égalité entre les femmes et les hommes alertent sur le fait que le sexisme non seulement ne régresse pas, mais qu'il augmente, ainsi que l’homophobie ou la transphobie. Et selon le ministère de la Justice, près de 50 % des viols et agressions sexuelles sur mineurs traitée en 2020 par les juges avaient un ou plusieurs mineurs comme auteurs.
En mars 2024, un nouveau projet de programme d’éducation à la vie affective, relationnelle et sexuelle (dit EVARS), allant de la maternelle à la terminale, est présenté par le Conseil supérieur des programmes, baptisé « Éducation à la vie affective, relationnelle et à la sexualité ». S'appuyant sur un rapport publié par le ministère de l'Éducation Nationale en 2021 (pointant le recul et les faiblesses de l’éducation à la sexualité à l’école). Plus poussé que les cours d’éducation à la sexualité (EAS), il vise à éduquer et mieux prévenir les violences sexistes ou sexuelles, certaines formes de harcèlement ou d’emprise et toutes les discriminations de sexe, de genre ou d’orientation sexuelle, via trois questions suivies et approfondies tout au long du cursus scolaire :
1. comment vivre et grandir, sereinement avec son corps ? (aspects biologiques : découverte du corps, des IST, de la contraception, des menstruations) ;
2. comment construire avec les autres des relations respectueuses et s’y épanouir ? (aspects psycho-émotionnel : orientation sexuelle, respect du corps, identité de genre, etc.) ;
3. comment trouver sa place dans la société, y devenir une personne libre et responsable ? (aspects juridiques et sociétaux : consentement, identification des violences à caractère sexuel, inceste, droits des enfants)[69].

En novembre 2024, une polémique éclate, alors que le texte final du programme de l'éducation à la vie affective, relationnelle et sexuelle doit être présenté devant le Conseil supérieur de l'enseignement à la mi-décembre. Il fait largement consensus chez en enseignants, mais génère des contestations et pressions issues de l'extrême droite et des conservateurs qui inquiètent et divisent le gouvernement,,. Le projet est remanié et finalement adopté par le CSE le 30 janvier 2025, en intégrant notamment les amendements des syndicats de l'enseignement,.

## L'éducation sexuelle dans le cadre scolaire ou institutionnel

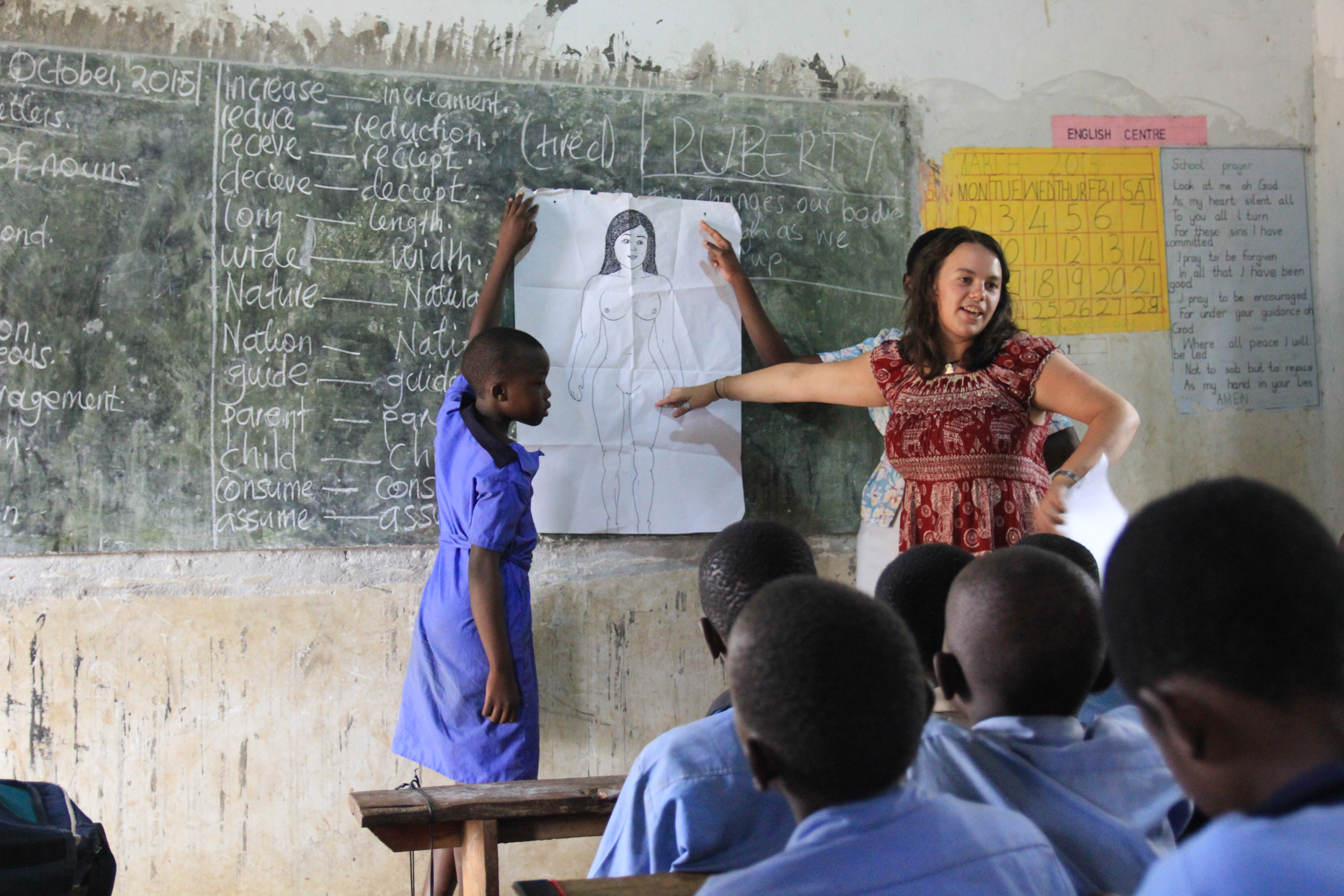
Une bénévole (de Restless Development ICS) donne une leçon sur la santé sexuelle et reproductive, ici en Ouganda, expliquant ce qu'est la puberté à une classe de « primaire 4 ».

### Enjeux
Les modalités, objectifs et moyens attribués à l'éducation sexuelle sont des enjeux de société généralement reconnus, même si elle peine parfois encore à se développer, y compris à l'école. Trois enjeux majeurs sont la santé sexuelle et reproductive et le développement aussi responsable et harmonieux que possible de l'adolescent, lors de son chemin vers le bonheur (une sexualité harmonieuse est une compétence psychosociale que chacun apprend tout au long de sa vie, et on lie souvent fortement aujourd'hui l'éducation à la sexualité à l'apprentissage du respect mutuel, notamment pour la prévention des pratiques à risques) ; ces enjeux restent considérables, avec notamment :
- les questionnements des concepts d'altérité, de plaisir, de fantasmes et de normalité de la sexualité, d'interdit, de tabou et de liberté, d'intimité, de privé et de publique, etc.[11]… Ces concepts sont souvent rendus confus par les différentes perceptions de la normalité en général[76]. Selon le Guide d’éducation à la sexualité humaine, à l’usage des professionnels (Canada, 2020), cinq perceptions de légitimation de la normalité existent, liées à des références personnelles, culturelles, médico-clinique, statistique ou encore éthiques ou morale, qui tendent à normaliser le savoir et les comportements de manières différentes selon les contextes socioculturels. Consciemment ou non, les parents et les éducateurs modulent les messages d'éducation sexuelle en fonction de leurs propres pratique et bagage socioculturel ; les opinions différentes des leurs semblent spontanément « anormales » à leurs yeux[76]. Quand la perception de la normalité de la sexualité est moralisatrice et liée à la honte, ce qui semble anormal est alors jugé comme étant une faute (ou un péché dans le contexte judéo-islamo-chrétien)[76]. Des idéologies, religieuses notamment, peuvent modeler les comportements sexuels humains, et alors étiqueter comme « anormaux »[76]. Elles peuvent influencer les contenus et objectifs de l'éducation sexuelle, ainsi que l'acceptation de l'éducation sexuelle par les individus (enfants, parents, éducateurs) ; En France, en 1969 pour limiter ces biais et élaborer un contenu éducatif partagé a été créé un Groupe national d'information et d'éducation sexuelle (GNIES).

- les comportements sexuels à risques (rapports sexuels non protégés…), qui sont en augmentation, notamment chez les jeunes ;

- le taux de grossesses non désirées (et d'avortement) chez les jeunes filles, qui a des causes diverses[77],[78]. Il préoccupe les pouvoirs publics[79] : ainsi, un million de jeunes filles de moins de 15 ans et près de 16 millions de jeunes filles âgées de 15 à 19 ans accouchent chaque année dans le monde (11 % des naissances dans le monde)[80] ; Le phénomène est moindre en France, et il a diminué des années 1970 à 2000 (-36 % selon l’INED) chez les moins de 17 ans (passant de 20 710 cas en 1980 à 13 192 en 1997)[81]. Le nombre de naissances chez les moins de 18 ans s'est réduit de 60 %, arrivant à 0,6 % des naissances vivantes en 1997 (les taux de fécondité par âge ont baissé de moitié pour les plus jeunes femmes, passant de 20,9 enfants pour 1 000 femmes de 15-19 ans en 1981-1983 à 10,8 en 2002-2004 selon la FNORS (2007). Mais ceci s'explique en partie par un recours plus fréquent à l’interruption volontaire de grossesse (IVG) chez les moins de 20 ans (environ 15 IVG pour 1 000 femmes de 15-19 ans en 2008-2009, soit environ 13 500 IVV vers 2010 ; près de 14 % du total des IVG[82] ;

- une identité sexuelle souvent mal vécue, ce qui augmente le risque de suicide[83] ;

- des liens avec des enjeux sociétaux majeurs : écologiques, démocratiques et de justice sociale[84].

### Objectifs
L'éducation sexuelle, scolaire, vise notamment à enseigner aux jeunes la santé reproductive dont en expliquant les risques liés aux pratiques sexuelles (maladies sexuellement transmissibles, à une grossesse non désirée, aux violences sexuelles) et à les informer sur des pratiques sûres et à dédramatiser les angoisses des néophytes, expliquer la contraception, etc.
Elle contribue à l’acquisition de connaissances et de compétences personnelles notamment essentielles pour prévenir le VIH. Dans les pays où il existe une épidémie généralisée de VIH, le secteur de l’éducation participe également à l’atténuation des effets du Sida sur les élèves, le personnel éducatif, leurs familles et leurs communautés. Il est important de suivre et d’évaluer le rôle de l’éducation face à l’épidémie de VIH afin que les pays améliorent la qualité de leurs politiques et de leurs programmes en milieu scolaire.

### Méthodes
Les schémas de coupes anatomiques des organes reproducteurs masculin et féminin sont utilisées, avec des explications sur le modus operandi des spermatozoïdes en compétition face à l'ovule, souvent unique dans l'utérus. On projette parfois leur parcours filmé via un microscope.
Dès les années 1960 au moins, le thème de l'accouchement sans douleur apparait dans l'éducation sexuelle et dans les années 1970, il était également fréquent de montrer des scènes d'accouchement sans douleur, notamment celui dans l'eau.[réf. nécessaire]

### Prestataires
Selon l'OMS (2010) Cette éducation est par nature pluridisciplinaire et « les écoles recourent souvent à des spécialistes externes (médecins, infirmières, sages-femmes, éducateurs sociaux, psychologues, etc.) spécialement formés à l’éducation sexuelle. Des ONG en santé sexuelle ou des services spécialisés pour la jeunesse remplissent souvent cette tâche. Dans quelques pays, comme la Suède ou l’Estonie, les enfants reçoivent une partie de l’éducation sexuelle dans des centres de santé jeunesse, ce qui permet d’abaisser le seuil d’accès à de tels centres et d’encourager les enfants et les jeunes à les fréquenter par la suite ».

### Réponses du secteur de l'éducation au VIH/Sida
Le Système d’information sur la gestion de l’éducation (Sige, l'une des principales source de données administratives sur l’éducation) prend régulièrement en charge la collecte, la saisie, le traitement et la diffusion des données sur le système éducatif afin de soutenir la planification et la gestion de l’éducation, et de guider la formulation des politiques et la prise de décisions. Les données recueillies au moyen de questionnaires lors du recensement scolaire annuel sont généralement publiées dans des rapports statistiques comprenant, pour un certain nombre d’indicateurs, des données brutes destinées à être utilisées par les décideurs et les planificateurs, ainsi que par les principales parties prenantes.
En ce qui concerne les indicateurs sur l’éducation et le VIH/Sida, les pays qui ont participé aux tests sur le terrain d’un certain nombre d’indicateurs recommandés en 2011-2012 ont confirmé qu’une grande partie des données nécessaires était déjà recueillie ou pouvait l’être via le recensement scolaire annuel SIGE. Les enquêtes en milieu scolaire, dont il est également préférable que le secteur de l’éducation soit responsable, sont une autre façon de recueillir des données. L’instrument des politiques et des engagements nationaux, ainsi que les enquêtes de population sont, respectivement, des outils de mesure et des sources de données pour surveiller les aspects de la réponse du secteur de l’éducation au VIH et au Sida qui ne peuvent être évalués via le SIGE ou des enquêtes en milieu scolaire. Par exemple, les bureaux nationaux de statistique sont généralement responsables des données démographiques.

### Le programme d'éducation sexuelle au Canada
Au Québec, les cours d’éducation sexuelle au primaire et au secondaire sont obligatoires depuis septembre 2018. Le programme s'insère dans le parcours scolaire sans toutefois constituer un cours à part entière. Il est planifié par le ministère de l’Éducation et de l’Enseignement supérieur du Québec en collaboration avec des professionnels. Ceux-ci comptent des pédagogues, des sexologues, des professionnels en santé et en recherches concentrées sur l’éducation à la sexualité. Chaque année, 5 heures y sont consacrées au primaire, et 15 heures au secondaire, afin d'améliorer la compréhension de la sexualité et la compréhension de soi, amener la réflexion sur des enjeux comme les messages sur la sexualité dans les espaces publics, les stéréotypes sexuels et/ou sexistes et l’utilisation des réseaux sociaux, sensibiliser les enfants et adolescents à certaines problématiques comme les infections transmissibles sexuellement et par le sang (ITSS), à la discrimination basée sur la diversité sexuelle et de genre, aux agressions sexuelles, aux grossesses non planifiées, au développement d’aptitudes et d’habiletés utiles dans la vie comme le respect de la diversité, la connaissance et l’affirmation de soi, puis la résolution de conflits. Les thèmes abordés dans le programme sont l'évolution et la maturation sexuelle, l’image corporelle, l’identité, les rôles stéréotypés sexuels, les normes sociales, la vie affective et amoureuse, les violences et agressions sexuelles, la grossesse et la naissance, la globalité de la sexualité, l’agissement sexuel, la violence sexuelle, les infections transmissibles sexuellement et par le sang (ITSS) et la grossesse.

## L'éducation sexuelle dans le cadre familial

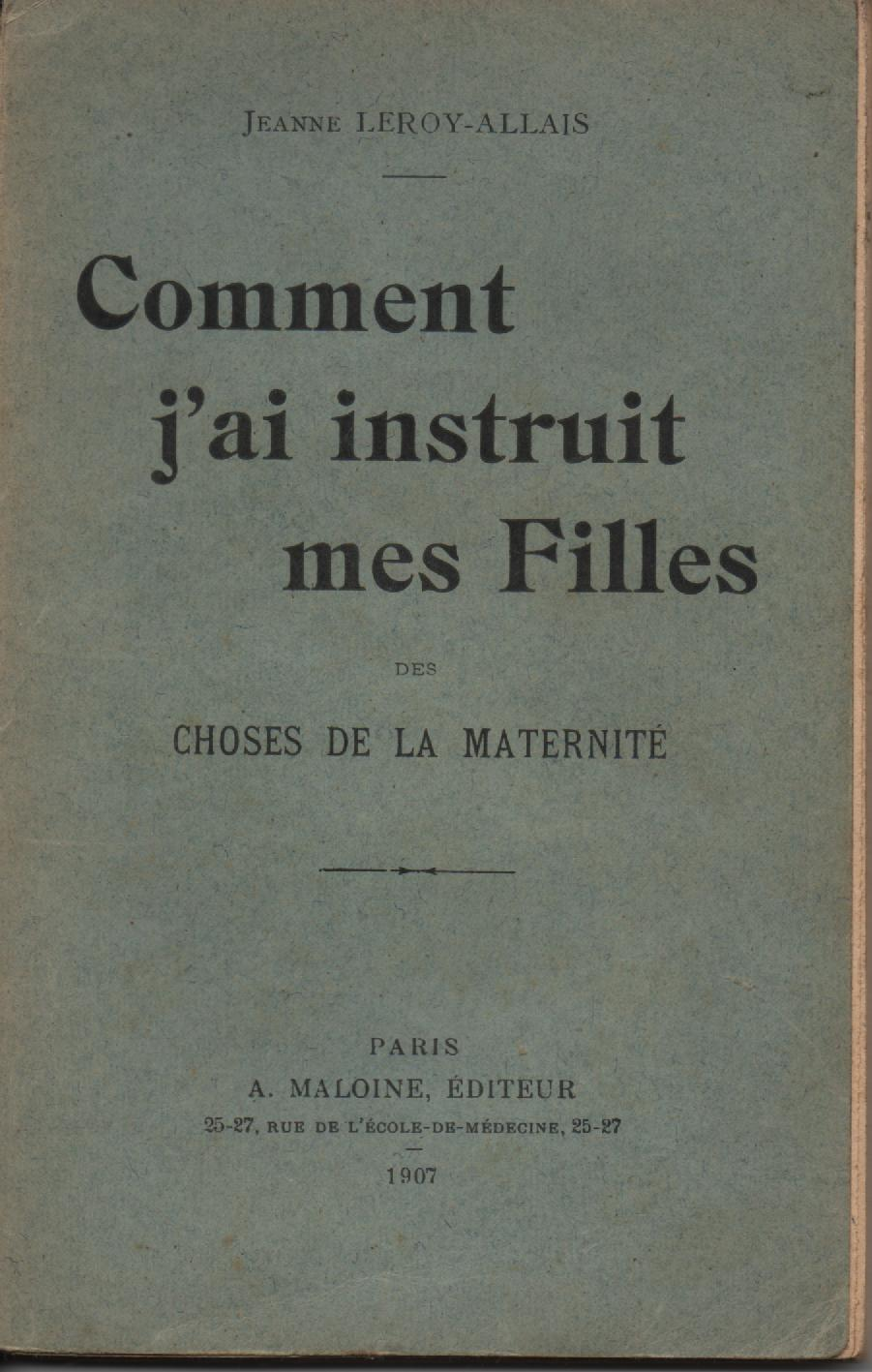
Comment j'ai instruit mes filles de choses de la maternité par Jeanne Leroy-Allais (1907).

Généralement assurée par les parents, un grand-frère ou une grande-sœur, elle est plus précoce que dans le cadre institutionnel. Elle prend généralement la forme de conversations, idéalement appuyées par un manuel d'éducation sexuelle et/ou des brochures ou livres ou images pédagogiques adaptées à l'âge de l'enfant et aux questions qu'il pose.
L'éducation sexuelle faite par les parents est souvent informelle, et passe par diverses modalités. Elle vise souvent à orienter la sexualité des enfants et adolescents, en fonction de valeurs portées par les parents, leur famille dans la société. Elle est limitée par le fait que de nombreux parents sont gênés par tout ou partie des questions posées par leurs enfants sur la sexualité, mais aussi par le fait que de nombreux adolescents préfèrent se tourner vers leurs pairs où des sources extérieures au noyau familial pour s'informer sur la sexualité.
Veilleux Lemieux, Frappier et McDuff (2010) ont montré qu'une communication réussie entre les jeunes et leurs parents à propos de la sexualité est statistiquement associée a des comportements plus responsables de la part des jeunes, mais d’autres études montrent que - même dans les années 2000 - l’éducation sexuelle donnée par les parents à leurs enfants est rarement suffisante, et parfois inexacte,.
L'éducation sexuelle à l'école, quand elle existe, vient compléter celle des parents et préparer à une vie aussi épanouie et autonome que possible dans la société, mais et certains parents peuvent avoir le sentiment qu'elle entrave leur autorité ou ne correspond pas à leurs valeurs culturelles ou religieuses. Avant, pendant ou après la puberté et l'adolescence où l'enfant découvre sa sexualité et son orientation sexuelle, il peut alors être confronté à des dilemmes moraux, éthiques ou des conflits de loyauté très perturbants, pouvant conduire à la dépression voire au suicide.
Enfin, avec les informations reçues des parents, des pairs, des médias et de l'école, la plupart des jeunes se pensent assez informé pour pouvoir éviter les grossesses non-désirées et les maladies sexuellement transmissibles, or, selon Grondin et al. en 2013 : ces connaissances sont insuffisantes pour environ la moitié des adolescents ; et selon Kunz & Bürgisser (2008), le fait de n’avoir pas eu une éducation sexuelle complète en est un facteur explicatif.

## Les autres vecteurs d'éducation sexuelle
Dans les années 1970 en France, à la suite de la vague libératrice de mai 68, les éditions Hachette publient une « Encyclopédie de la vie sexuelle ; de la physiologie à la psychologie » illustrée en cinq tomes destinée au grand public, elle rencontre un grand succès, mais suscite aussi des critiques. Elle sera rééditée plusieurs fois jusqu'à aujourd'hui mais en modifiant les couvertures.
L'écrivain Tony Duvert publie en 1973 aux éditions de minuit Le Bon Sexe illustré qui se veut être un essai critique en réaction à cette encyclopédie, dénonçant son conformisme, les préjugés et la censure qu'elle contient encore selon lui.
Le modèle du jeu de société a aussi été utilisé pour aider l'enseignant à animer les séances d’éducation à la vie sexuelle et affective organisées en milieu scolaire.
Les antennes des radios jeunes abordent librement ces sujets avec des adolescents à des heures de grandes écoutes. Lovin' Fun, première émission de ce type, animée par Doc et Difool, diffusée sur Fun Radio au début des années 1990, est un exemple de ce type d'émissions. La fameuse phrase « Ce n'est pas sale » du doc, montrait une volonté de dédramatiser les sujets liés au sexe et de mettre à distance la morale traditionnelle, qui fait du sexe et du sexuel un tabou ou une source de honte. Vingt ans plus tard (années 2010/2020) un grand nombre de podcasts concernent la sexualité et jouent en partie ce rôle.
Internet, les réseaux sociaux et leurs bulles informationnelles sont à la fois une source d'informations précieuses, et de mésinformation voire de désinformation ou de discrimination, tant médicalement parlant qu'à propos des autres champs de la sexualité.
Un exemple remarqué et apprécié de contribution à l'éducation sexuelle par la télévision a été la diffusion de Sex Education (ou Éducation sexuelle au Québec) ; une série télévisée britannique, créée par Laurie Nunn pour Netflix, diffusée à partir du 11 janvier 2019 sur la plateforme Netflix. La saison 2 de la série, a en outre été accompagnée de la diffusion gratuite sur papier et sur internet d'un Petit Manuel Sex Education réalisé avec la photographe belge Charlotte Abramow, mis en ligne un temps sur le site https://sexeducation.fr/.

## Critiques de l'éducation sexuelle

### Normativité
L'éducation sexuelle fait l'économie d'une dimension considérée comme incommunicable de la sexualité ; Wilhelm Reich dénonce ses « variantes mystiques et mécanistes », la première comme mièvre et la seconde comme froidement distanciée. Roger Dadoun estime avec lui qu'il s'agit surtout de domestiquer et de normer la sexualité.

### Indécence
L'éducation sexuelle a longtemps été condamnée par les autorités religieuses catholiques et musulmanes comme plus susceptible de mener au péché que d'en détourner,.
Aujourd'hui, certains catholiques considèrent toujours d'un mauvais œil l'éducation sexuelle dispensée à l'école.

### Effets sur les élèves
Selon Maurice Berger, pédopsychiatre et ex-professeur associa de psychopathologie de l'enfant à l'université Lyon-II, "après des séances d'éducation à la sexualité on a vu apparaître des troubles chez les enfants : insomnie, cauchemars, malaise, refus de retourner à l'école ou de grandir, dégoût, sidération, etc. ce qui signifie qu'ils ont vécu un traumatisme psychique. [...] Les promoteurs de ces programmes prennent un rôle d'initiateur séducteur. Lorsqu'ils expliquent à des enfants de neuf ans la menstruation, l'érection, l'éjaculation, la pénétration, ils provoquent une excitation qui est du registre de la transgression."

## L'éducation sexuelle et la pornographie
Beaucoup de jeunes pensent avoir bénéficié d'une éducation sexuelle par le biais de revues et de films érotiques et de plus en plus via les sites pornographiques sur Internet. La pornographie a une certaine influence démontrée par diverses études (elle a notamment diffusé la mode des sexes épilés, ainsi que pratiques à risques (rapports généralement non protégés). La pornographie vise à provoquer l'excitation immédiate de celui qui la lit ou la regarde, sans souci didactique, prophylactique ou de représentativité, offre souvent une image dégradante de la femme. Elle donne une impression fausse de ce qu'est un vrai rapport sexuel (bien plus bref) et n'informe pas les jeunes sur l'importance des préliminaires, de la relation de complicité, d'amour ou de tendresse, conduisant, par exemple selon Hébert et al. (2017) à des apprentissages inadéquats du rapport entre partenaires sexuels, même si la plupart des enfants et adolescents se rendent compte que ces images ne reflètent pas la réalité.
L'éducation sexuelle peut contribuer à corriger ces biais, et à mieux informer sur les pratiques à risque, sur la contraception et la protection contre les maladies sexuellement transmissibles), notamment en permettant une libre parole sur ces sujets.
Selon le sociologue Florian Voros, aucune étude scientifique n'a apporté la preuve d'un effet négatif de la pornographie sur la santé, mais elle pourrait contribuer à la reproduction de normes et de hiérarchies socialement délétères. Selon lui, « plutôt que de se focaliser sur le contrôle de l'accès à la pornographie, il conviendrait de renforcer l'éducation contre les stéréotypes sexistes, en développant les connaissances et l'analyse critique des adolescents ».

### Brochures éducatives
- « Les premières fois (64 pages) », sur santepubliquefrance.fr, 2020 (consulté le 7 mai 2022)
- « Questions d'ados (amour-sexualité) », sur santepubliquefrance.fr, 11 décembre 2020 (mis à jour le 6 mai 2022) (consulté le 7 mai 2022)
- Association Sparadrap, Association Adosen prévention santé, MGEN et Santé publique France, « La première consultation gynécologique », sur santepubliquefrance.fr, 11 décembre 2020 (mis à jour le 6 mai 2022) (consulté le 7 mai 2022)

### Vidéographie
- « Vie affective et sexuelle », sur santepubliquefrance.fr (consulté le 8 mai 2022)
- « On sexprime : Le consentement », sur On sexprime (consulté le 7 mai 2022)
- Lunn, Sex Education, série Netflix, 2019.

## Sources
- Cet article est partiellement ou en totalité issu de la page « Mesurer la réponse du secteur de l'éducation au VIH et au SIDA: manuel: soutenir la collecte des données au niveau national pour les indicateurs de base » de UNESCO, le texte ayant été placé par l’auteur ou le responsable de publication sous la CC BY-SA 3.0 IGO

### Radio
- [(fr) L'impossible éducation sexuelle, Les Couilles sur la table, Victoire Tuaillon]
- [(fr) Faut-il parler de sexe avec ses enfants (et comment) ?, France Inter, Une bonne tasse d'été (page consultée le 17 août 2018)]